# Hjorth Hill
Der Hjorth Hill (ursprünglich Hjort’s Hill) ist ein 760 m hoher, abgerundeter und unvereister Berg im ostantarktischen Viktorialand. Er ragt nördlich des New Harbour und 3 km südlich des Hogback Hill auf.
Teilnehmer der Terra-Nova-Expedition (1910–1913) unter der Leitung des Polarforschers Robert Falcon Scott nahmen die Benennung vor. Namensgeber ist die schwedische Firma B.A. Hjorth & Co. des schwedischen Unternehmers Berndt August Hjorth (1862–1937) mit Sitz in Stockholm, Hersteller des bei dieser Forschungsreise verwendeten Primuskochers.